# AFF Cup 2010
L'AFF Cup 2010, nota come AFF Suzuki Cup per motivi di sponsorizzazione, fu l'ottava edizione dell'AFF Cup, seconda edizione con la sponsorizzazione di Suzuki. La fase a gironi fu ospitata dal Vietnam e dall'Indonesia e vi presero parte le nazionali del Sud-est asiatico qualificate.

## Partecipanti

### Qualificate automaticamente
- Indonesia
- Malaysia
- Birmania
- Singapore
- Thailandia
- Vietnam

### Dal torneo di qualificazione
- Laos
- Filippine

## Primo turno

### Gruppo A
| Data             | Luogo     | Squadra 1  | Risultato | Squadra 2  |
| ---------------- | --------- | ---------- | --------- | ---------- |
| 1º dicembre 2010 | Giacarta  | Thailandia | 2 - 2     | Laos       |
| 1º dicembre 2010 | Giacarta  | Indonesia  | 5 - 1     | Malaysia   |
| 4 dicembre 2010  | Giacarta  | Thailandia | 0 - 0     | Malaysia   |
| 4 dicembre 2010  | Giacarta  | Laos       | 0 - 6     | Indonesia  |
| 7 dicembre 2010  | Palembang | Malaysia   | 5 - 1     | Laos       |
| 7 dicembre 2010  | Giacarta  | Indonesia  | 2 - 1     | Thailandia |

| squadra    | P.ti | G | V | N | P | GF | GS | DR  |
| ---------- | ---- | - | - | - | - | -- | -- | --- |
| Indonesia  | 9    | 3 | 3 | 0 | 0 | 13 | 2  | +11 |
| Malaysia   | 4    | 3 | 1 | 1 | 1 | 6  | 6  | 0   |
| Thailandia | 2    | 3 | 0 | 2 | 1 | 3  | 4  | -1  |
| Laos       | 1    | 3 | 0 | 1 | 2 | 3  | 13 | -10 |

### Gruppo B
| Data            | Luogo    | Squadra 1 | Risultato | Squadra 2 |
| --------------- | -------- | --------- | --------- | --------- |
| 2 dicembre 2010 | Hanoi    | Singapore | 1 - 1     | Filippine |
| 2 dicembre 2010 | Hanoi    | Vietnam   | 7 - 1     | Birmania  |
| 5 dicembre 2010 | Hanoi    | Singapore | 2 - 1     | Birmania  |
| 5 dicembre 2010 | Hanoi    | Filippine | 2 - 0     | Vietnam   |
| 8 dicembre 2010 | Nam Dinh | Birmania  | 0 - 0     | Filippine |
| 8 dicembre 2010 | Hanoi    | Vietnam   | 1 - 0     | Singapore |

| squadra   | P.ti | G | V | N | P | GF | GS | DR |
| --------- | ---- | - | - | - | - | -- | -- | -- |
| Vietnam   | 6    | 3 | 2 | 0 | 1 | 8  | 3  | +5 |
| Filippine | 5    | 3 | 1 | 2 | 0 | 3  | 1  | +2 |
| Singapore | 4    | 3 | 1 | 1 | 1 | 3  | 3  | 0  |
| Birmania  | 1    | 3 | 0 | 1 | 2 | 2  | 9  | -7 |

## Scontri a eliminazione diretta

### Semifinali

#### Andata
| Arbitro: | Sun Baojie |

|               |           |  |
| Sufee 60’ 79’ | Marcatori |  |

| Arbitro: | Masoud Moradi |

|  |           |              |
|  | Marcatori | 32’ Gonzáles |

#### Ritorno
| Hanoi 18 dicembre 2010, ore 19:00 | Vietnam      | 0 – 0 | Malaysia | My Dinh National Stadium (40.000 spett.)\| Arbitro: \| Kim Sang-Woo \| |
| Arbitro:                          | Kim Sang-Woo |       |          |                                                                        |

| Arbitro: | Ali Hasan Ebrahim Abdulnabi |

|              |           |  |
| Gonzáles 43’ | Marcatori |  |

### Finale

#### Andata
| Arbitro: | Masaaki Toma |

|                           |           |  |
| Safee 61’ 73’ Ashaari 68’ | Marcatori |  |

#### Ritorno
| Arbitro: | Peter Green |

|                       |           |           |
| Nasuha 76’ Ridwan 88’ | Marcatori | 54’ Safee |

## Classifica marcatori
5 goal
- Mohd Safee Mohd Sali

3 goal
- Cristian Gonzáles
- Muhammad Ridwan

2 goal
- Arif Suyono
- Bambang Pamungkas
- Firman Utina
- Irfan Bachdim
- Christopher Greatwich
- Mohd Amri Yahyah
- Norshahrul Idlan Talaha

- Aleksandar Đurić
- Sarayoot Chaikamdee
- Nguyễn Anh Đức
- Nguyễn Trọng Hoàng
- Nguyễn Vũ Phong

1 goal
- Oktovianus Maniani
- Mohammad Nasuha
- Kanlaya Sysomvang
- Konekham Inthammvong
- Lamnao Singto
- Mohd Amirul Hadi Zainal
- Mahali Jasuli
- Mohd Ashaari Shamsuddin

- Aung Kyaw Moe
- Khin Maung Lwin
- Phil Younghusband
- Agu Casmir
- Suree Sukha
- Lê Tấn Tài
- Nguyễn Minh Phương

Autogol
- Mohd Asraruddin Putra Omar (1) (per l'Indonesia)